# Canal Beatrix
Le Canal Beatrix (en néerlandais Beatrixkanaal) est un canal néerlandais du Brabant-Septentrional.

## Géographie
Le Canal Beatrix est une branche du Canal Wilhelmine qui relie celui-ci avec la zone industrielle de De Hurk à l'ouest d'Eindhoven. Il s'en détache à Wilhelminadorp dans la commune de Best et passe entre Acht et l'aéroport d'Eindhoven. Le canal peut accueillir des bateaux jusqu'à 63 m de longueur, 7,2 m de largeur, et 1,90 m de tirant d'eau.

## Histoire
Les premiers travaux ont débuté le 15 juillet 1930. La plus grande partie du canal était prête dès 1933, mais les travaux ont dû être arrêtés par manque de fonds. En 1937, la création de l'assistance par le travail permit de libérer du capital et de disposer de bras pour terminer les travaux. L'ouverture officielle aurait dû être effectuée par le prince Bernhard début 1940, mais elle a été retardée. En plus, lors du début de la Seconde Guerre mondiale, quatre ponts ont été détruits. Finalement, c'est début août 1940, après la réparation des dégâts, que le canal a pu être ouvert, sans aucune cérémonie.
En 1944, les ponts furent de nouveau détruits pour éviter l'avancée des Alliés, et les Allemands ont coulé plusieurs bateaux pour obstruer le canal. Le Canal Wilhelmine et par conséquent le Beatrixkanaal finissent même par être vidés. Ce n'est qu'en 1946 que l'on termine la réparation des dégâts et que l'on peut rouvrir le canal à la navigation.

## Source
- (nl) Cet article est partiellement ou en totalité issu de l’article de Wikipédia en néerlandais intitulé « Beatrixkanaal » (voir la liste des auteurs).